# Victorville
Victorville é uma cidade localizada no estado americano da Califórnia, no condado de San Bernardino. Foi incorporada em 21 de setembro de 1962.

## Geografia
De acordo com o United States Census Bureau, a cidade tem uma área de 191 km², onde 189,5 km² estão cobertos por terra e 1,4 km² por água.
É conhecida por abrigar um cemitério de aeronaves, onde são estocadas e desmontadas.

### Localidades na vizinhança
O diagrama seguinte representa as localidades num raio de 32 km ao redor de Victorville.

## Demografia
Segundo o censo nacional de 2010, a sua população é de 115 903 habitantes e sua densidade populacional é de 611,51 hab/km². É a cidade que, em 10 anos, teve o maior crescimento populacional do condado de San Bernardino. Possui 36 655 residências, que resulta em uma densidade de 193,39 residências/km².